# Adversativsatz
Ein Adversativsatz (von lateinisch adversus ‚dagegen‘) ist ein Typ von Adverbialsatz, und somit also ein Nebensatz, der in seiner Aussage einen Kontrast zum Hauptsatz zum Ausdruck bringt. Eine umschreibende Bezeichnung hierfür ist auch konfrontativer Adverbialsatz. Als Einleitungselemente werden unter anderem „während“ oder „wo(hin)gegen“ verwendet, also unterordnende Konjunktionen bzw. Relativadverbien, wie es bei Adverbialsätzen die Regel ist. Ein angeschlossener zweiter Hauptsatz, der durch Adverbien wie „jedoch, dagegen“ einen Gegensatz zum Ausdruck bringt, ist kein Adversativsatz, weil es sich dann nicht um den Satztyp des Adverbialsatzes handelt.
Der Adversativsatz ist inhaltlich vor allem vom Konzessivsatz abzugrenzen: Ein Konzessivsatz („obwohl …“) deutet an, dass eine Unvereinbarkeit zur Aussage des Hauptsatzes erwartet würde, sich aber im gegebenen Fall nicht auswirkt; ein Adversativsatz hingegen bezeichnet einen einfachen, inhaltlichen Kontrast zwischen zwei vergleichbaren Sachverhalten, deren gleichzeitiges Bestehen durchaus erwartbar sein kann.
Beispiel
- „Ein Ragout aus der Frischlingskeule kann sich mit der Zartheit einer Lammkeule messen, während die Konsistenz eines ausgewachsenen Wildschweins an die eines Autoreifens erinnert.“[2]

Bezeichnet wird der Kontrast zwischen dem Fleisch junger und alter Wildschweine.

## Einleitungselemente
Häufig werden Adversativsätze durch nebensatzeinleitende Konjunktionen (auch: „Subjunktionen“) eingeleitet, die einfach oder zusammengesetzt sein können: während, (an)statt dass, (an)statt zu (mit Infinitiv), indes. Die Einordnung des Einleitungselements wo(hin)gegen schwankt in der Literatur zwischen Konjunktion und Relativadverb.
Ein inhaltlich gleichwertiger Kontrast kann auch durch Adverbien wie dagegen, hingegen ausgedrückt werden, zum Beispiel: „Hunde können gut schwimmen, hingegen scheuen Katzen das Wasser.“ Der zweite Teil, der durch das Adverb hingegen eingeleitet wird, ist ein Hauptsatz (erkennbar an der Stellung des Verbs an zweiter Position), auch dann, wenn er mit Komma angebunden wird. Da kein Nebensatz vorliegt, liegt folglich auch kein Adverbialsatz vor, somit handelt es sich bei dieser Konstruktion nicht um einen Adversativsatz im strikten Sinn. Man kann jedoch in solchen Fällen von einer adversativen Bedeutungsbeziehung der beiden Teilsätze sprechen. Ebenso hat ein Teilsatz, der mit der nebenordnenden Konjunktion aber eingeleitet wird, adversative Bedeutung, bildet aber keinen Adverbialsatz (z. B. „… aber Katzen scheuen das Wasser“).

## Mehrdeutigkeit vonwährend
Die Konjunktion während hatte ursprünglich temporale Bedeutung und bezeichnete Gleichzeitigkeit. Sie hat dann auch eine eigenständige zweite Bedeutung von Gegensätzlichkeit entwickelt, mit dem Ergebnis, dass Mehrdeutigkeiten zwischen Temporalsatz und Adversativsatz entstehen:
Beispiele:
- Der Satz „Während ich zu Fuß gehe, fährt mein Sohn mit dem Auto“ kann sowohl als Temporal- als auch als Adversativsatz verstanden werden, die genaue Bedeutung wird erst aus dem Zusammenhang klar; oft helfen auch entsprechende Zusätze.
- „Zur selben Zeit, während ich zu Fuß gehe, fährt mein Sohn mit dem Auto“ ist eindeutig ein Temporalsatz der Gleichzeitigkeit.
- „Während ich lieber zu Fuß gehe, zieht mein Sohn es vor, mit dem Auto zu fahren“ wird eher als ein Adversativsatz gedeutet, vor allem wenn das Wort ich eine Kontrastbetonung erhält.